# Aurobindo Marg

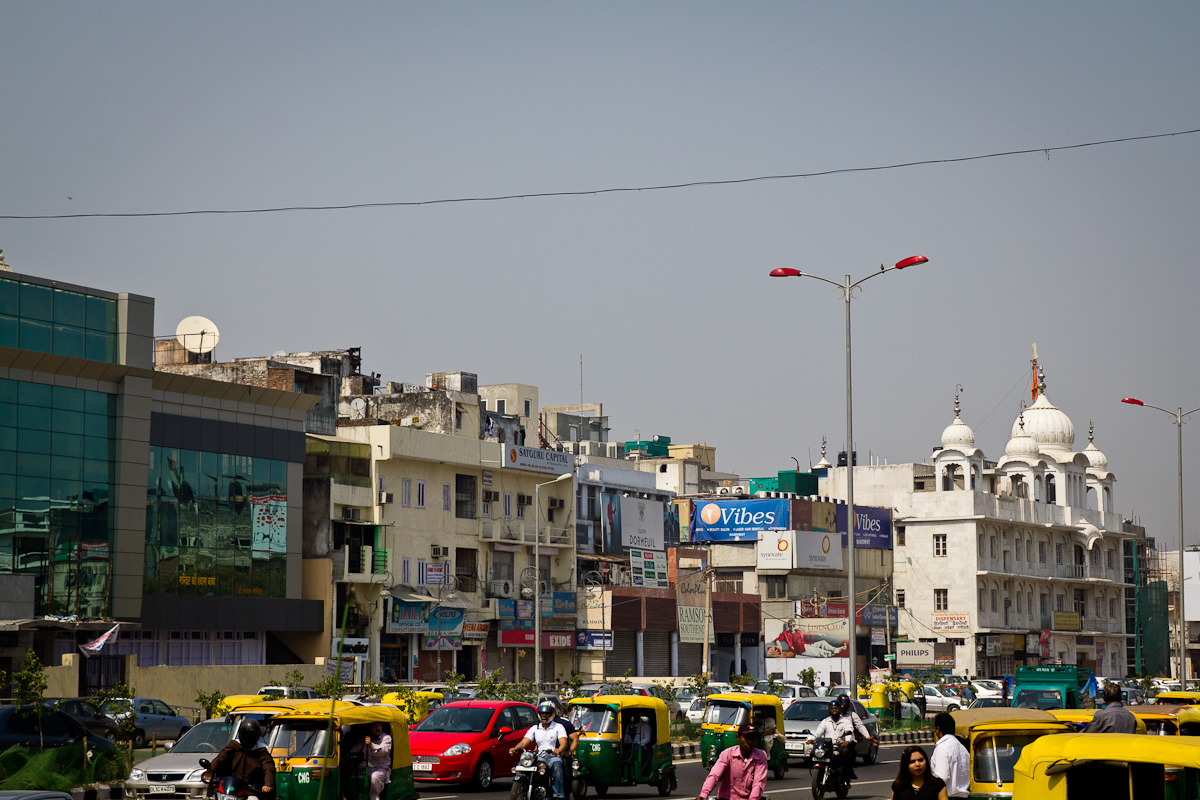
Aurobindo Marg nära Hauz Khas och Green Park i New Delhi.

Aurobindo Marg eller Sri Aurobindo Marg är en nord/sydlig huvudled i New Delhi, namngiven efter Sri Aurobindo.